# オープンアップITエンジニア
オープンアップITエンジニア（おーぷんあっぷITえんじにあ）は、IT分野のエンジニア派遣・業務請負・紹介予定派遣及びシステムの受託開発、システム技術コンサルティングなどを手がける企業。
主にインフラエンジニア、ネットワークエンジニア、クラウドエンジニア（AWSエンジニア、Azureエンジニアなど）、Salesforceエンジニアの職種のエンジニア派遣サービスを行っている。
かつてはフルキャストグループで、傘下の企業の中では唯一の上場企業であった。2011年（平成23年）5月27日 、TOBにより夢真ホールディングスの傘下会社となり、その後、親会社の合併等もあり2021年４月に株式会社夢真ビーネックスグループの傘下会社となった。
2023年1月に株式会社オープンアップグループの傘下会社となっており、2023年7月1日、株式会社オープンアップITエンジニアに社名変更された。

## サービス
ITエンジニアの人材派遣サービスを提供している。

## ITエンジニアの教育・研修
異業種からでもITエンジニアになるための自社研修の成果として、2020年にはAmazon Web Servicesより、「AWS Japan Certification Award 2020 ライジングスター of the Year」を受賞している。

## 沿革
- 1989年（平成元年）7月 - 株式会社神奈川進学研究所を設立。
- 1998年（平成10年）5月 - 株式会社フルキャストウィズに改称し、本社を東京都渋谷区桜丘町に移転。
- 1999年（平成11年）10月 - 本社を渋谷区鶯谷町に移転。
- 2002年（平成14年）10月 - 株式会社フルキャストシステムコンサルティングを吸収合併し、株式会社フルキャストテクノロジーに改称。
- 2003年（平成15年）9月 - 本社を渋谷区道玄坂の渋谷マークシティウエストに移転。
- 2005年（平成17年）10月 - ジャスダック上場。
- 2008年（平成20年）6月2日 - 本社を港区赤坂の赤坂ツインタワーに移転。
- 2009年（平成21年）9月25日 - 11月19日 - 本社（本部機能）を港区赤坂より神奈川県川崎市高津区坂戸に順次移転。
- 2010年（平成22年）12月22日 - 登記上・定款上の本店を、東京都品川区西五反田に変更。
- 2011年（平成23年）
  - 5月27日 - TOBにより、親会社がフルキャストホールディングスより夢真ホールディングスに変更[1]。
  - 7月1日 - 社名を株式会社夢テクノロジーに変更。
  - 7月4日 - 本社を文京区大塚の吉田ビルに移転。
- 2014年（平成26年）
  - 10月1日 - 株式会社ユニテックソフトを吸収合併。
  - 11月4日 - 本社を千代田区丸の内の丸の内永楽ビルディングに移転。
- 2019年（平成31年）
  - 1月28日 - ジャスダック上場廃止。
  - 1月31日 - 株式交換により夢真ホールディングスの完全子会社となる[3]。
- 2023年（令和5年）
  - 7月1日 - 株式会社オープンアップITエンジニアに社名変更